# Annexió del Tibet a la República Popular Xina
L'Annexió del Tibet a la República Popular Xina (també anomenada «Invasió xinesa del Tibet» per l'Administració Central Tibetana a l'Exili. Es coneix com a «Alliberació pacífica del Tibet» a la Xina (xinès: 中國侵略圖博, tibetà: ཞི་བས་བཅིངས་འགྲོལ།, Wylie: zhi bas bcings 'grol, tibetà en AFI: [ɕìwɪ̂ː t͡ɕíŋʈyː]). Va ser un procés pel qual la República Popular Xina (RPX) va obtenir el control del Tibet. Les regions tibetanes van passar sota el control de la Xina després d'intents del Govern del Tibet d'aconseguir reconeixement internacional, esforços per modernitzar l'exèrcit tibetà, negociacions entre el Govern del Tibet i la República Popular Xina (RPX). En van ser desencadenants, el conflicte militar a la zona de Chamdo de l'Oest de Kham a l'octubre de 1950, i els debats sobre els Disset Punts d'Acord per part del Govern del Tibet sota pressió xinesa a l'octubre de 1951. Els investigadors la consideren una annexió xinesa del Tibet. El govern del Tibet i l'estructura social tibetana es van mantenir a la regió autònoma del Tibet sota l'autoritat de la Xina fins a la revolta tibetana de 1959. En aquell moment, el Dalai Lama va fugir a l'exili. Més tard ho va fer el govern del Tibet, per acabar amb les estructures socials tibetanes dissoltes.

## Antecedents
El 1913, poc després de la invasió britànica del Tibet el 1904, es va crear la posició d'agent comercial britànic a Gyantse. Amb la Revolució Xinhai el 1911, la major part de la zona que comprèn l'actual Regió Autònoma del Tibet (RAT) (Ü-Tsang i l'oest de Kham) es va convertir en un estat independent de facto, independent de la resta de l'actual Xina sota un protectorat britànic, amb la resta del RAT actual, i sota el govern del govern tibetà fins 1917. Algunes zones frontereres amb altes poblacions d'ètnia tibetana (Amdo i Kham Oriental) van romandre sota el Partit Nacionalista Xinès (Guomindang), o amb control local dels senyors de la guerra.

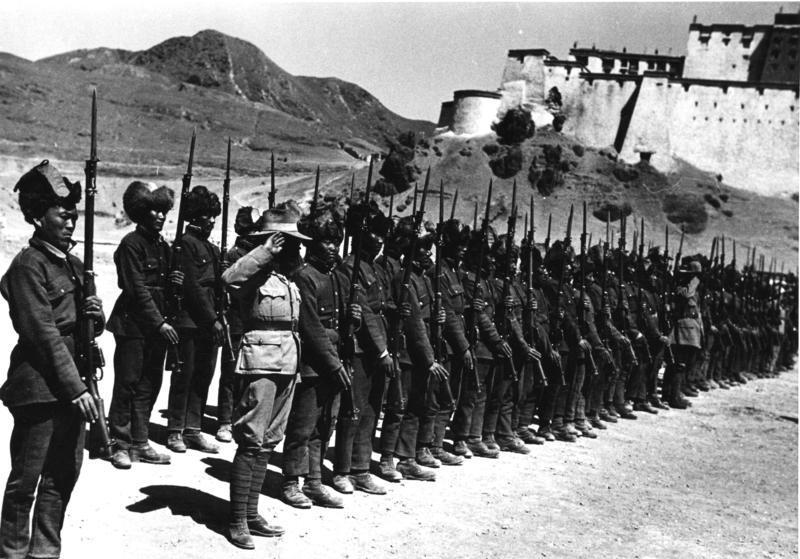
Tropes tibetanes formades davant al Palau de Potala, 1938

La regió RAT també es coneix com a «Tibet Polític», mentre que totes les zones amb una alta població d'ètnia tibetana són conegudes col·lectivament com a «Tibet Ètnic». El Tibet Polític es refereix a la fórmula política governada de manera continuada pels governs tibetans, des dels primers temps fins al 1951. Pel que fa al Tibet Ètnic es refereix a regions del nord i de l'est on els tibetans han predominat històricament, però on, fins a l'època moderna, la jurisdicció tibetana era irregular i limitada a només a alguns espais.
En el moment que el Tibet Polític obtingué la independència de facto, els seus sistemes socioeconòmics i polítics s'assemblaven a l'Europa medieval. Els intents del 13è Dalai Lama entre 1913 i 1933 d'ampliar i modernitzar els exèrcits tibetans havien acabat fracassant, a causa de l'oposició de poderosos aristòcrates i monjos tibetans. El govern tibetà va tenir poc contacte amb altres governs del món durant el seu període d'independència de facto, amb algunes excepcions: sobretot l'Índia, la Gran Bretanya i els Estats Units. Això va deixar el Tibet diplomàticament aïllat i es va distanciar fins al punt que no va poder defensar les seves posicions sobre temes rellevants per la comunitat internacional. Per això es va veure limitat per tractats que van donar a l'Imperi Britànic autoritat sobre impostos, relacions exteriors i fortificacions.

## Els intents del govern del Tibet per mantenir-se independent
El juliol de 1949, amb l'objectiu d'evitar l'agitació patrocinada pel Partit Comunista Xinès al Tibet Polític, el govern tibetà va expulsar la delegació del Guomindang a Lhasa. El novembre de 1949, va enviar una carta al Departament d'Estat dels Estats Units, una còpia a Mao Zedong, i una carta a la Gran Bretanya, on declarava la seva intenció de defensar-se «per tots els mitjans possibles» contra les incursions de tropes de la República Popular de la Xina al Tibet.
En les tres dècades precedents, el conservador govern tibetà havia tret importància conscientment al seu exèrcit i s'havia abstingut de modernitzar-lo. Els primers intents de modernització i ampliació de l'exèrcit van començar el 1949, però van resultar infructuosos en ambdós casos. Era massa tard per aixecar i entrenar un exèrcit eficaç. L'Índia va proporcionar ajuda militar i armament de foc. Tanmateix, l'Exèrcit Popular d'Alliberament xinès era molt més nombrós, més ben entrenat, dirigit, equipat i més experimentat que l'Exèrcit Tibetà.
El 1950, el 14è Dalai Lama tenia quinze anys i no havia assolit la majoria d'edat, per la qual cosa el Regent Taktra era el cap de govern interí del govern tibetà. El període de la minoria d'edat del Dalai Lama es viu tradicionalment amb inestabilitat i divisió. Aquesta divisió, i la inestabilitat, es van fer més intenses per la Conspiració de Reting i per la disputa sobre la regència de 1947.

## Preparatius per la República Popular Xina
Tant la República Popular de la Xina (RPX) com els seus predecessors del Guomintang, sempre havien mantingut que el Tibet era part de la Xina. La RPX també va proclamar una motivació ideològica per «alliberar» els tibetans d'un sistema feudal teocràtic. El setembre del 1949, poc abans de la proclamació de la República Popular Xina, el Partit Comunista Xinès (PCX) va convertir en una de les màximes prioritats la incorporació del Tibet, Taiwan, l'illa de Hainan i les illes dels Pescadors a la RPX, pacíficament o per força. Com que era improbable que el Tibet renunciés voluntàriament a la seva independència de facto, el desembre de 1949, Mao va ordenar que es fessin els preparatius per marxar al Tibet a Qamdo (Chamdo), per induir el govern tibetà a negociar. La RPX tenia més d'un milió d'homes armats i una àmplia experiència de combat per la recentment acabada guerra civil xinesa.

## Les negociacions entre el govern del Tibet i la RPX abans de les hostilitats
Les converses entre el Tibet i la Xina van estar mediades pels governs de Gran Bretanya i l'Índia. El 7 de març, una delegació tibetana va arribar a Kalimpong (Índia) per obrir un diàleg amb la RPX, just després que es proclamés, i per assegurar-se que el RPX respectaria la «integritat territorial» tibetana, entre d'altres. L'inici de les converses es va retardar pel debat entre la delegació tibetana, l'Índia, la Gran Bretanya i la RPX sobre la ubicació de les negociacions. El Tibet va apostar per Singapur o Hong Kong (no Beijing; en aquell moment es va romanitzar com a Pequín); Gran Bretanya va suggerir l'Índia (no Hong Kong ni Singapur); i l'Índia i la RPX van afavorir Pequín. Però India i la Gran Bretanya es van estimar mes no prendre-hi partit. La delegació tibetana, finalment es va reunir amb l'ambaixador general de la RPX Yuan Zhongxian a Delhi el 16 de setembre de 1950. Yuan va comunicar una proposta de tres punts en la que es considerava que el Tibet formava part de la Xina, que la Xina fos responsable de la defensa del Tibet, i que la Xina s'encarregués del comerç i de les relacions exteriors del Tibet. L'acceptació comportaria una transició pacífica a la sobirania xinesa o, en cas contrari, la guerra. Els tibetans es van comprometre a mantenir la relació entre la Xina i el Tibet com una relació de sacerdots-patrons:
| «                    | El Tibet es mantindrà independent tal com és actualment, i seguirem mantenint relacions de «sacerdot-patró» molt estretes amb la Xina. A més, no cal alliberar el Tibet de l'imperialisme, ja que no hi ha imperialistes britànics, americans o guomindangs al Tibet i el Tibet és governat i protegit pel Dalai Lama (no per cap poder estranger). | » |
| — Tsepon WD Shakabpa | |   |

 El 19 de setembre, els tibetans i el seu màxim delegat Tsepon WD Shakabpa, van recomanar la cooperació, amb algunes estipulacions sobre la seva aplicació. No era necessari que les tropes xineses estéssin situades al Tibet, ja que no hi havia cap amenaça. Si l'Índia o el Nepal els podien atacar, sempre podien obtenir ajuda militar de la Xina. Mentre Lhasa deliberava, el 7 d'octubre, les tropes xineses van avançar cap a l'est del Tibet, creuant la frontera per cinc punts. El propòsit no era envair el Tibet per se, sinó capturar l'exèrcit tibetà a Chamdo, desmoralitzar el govern de Lhasa i, per tant, exercir una forta pressió per enviar negociadors a Pequín que afavoríssin la signatura en els termes per a una entrega del Tibet. El 21 d'octubre, Lhasa va encarregar a la seva delegació que marxés immediatament a Pequín per a consultes amb el govern comunista. Es tractava que s'acceptés la primera disposició, garantint l'estatus del Dalai Lama, tot rebutjant les altres dues condicions. Més tard es va rescindir l'acceptació de la primera demanda, després que una adivinació davant Mahākāla indiqués que els tres punts no podrien ser acceptats, ja que el Tibet cauria sota dominació estrangera.

## Invasió de Chamdo

Mao Zedong al costat del Panchen Lama, a la seva dreta, i del Dalai Lama, a seva esquerra. Pequín, 1954

Després de mesos de negociacions fracassades, intents del Tibet per aconseguir suport i ajuda estrangera, acumulacions de tropes del RPX i del Tibet, l'Exèrcit Popular d'Alliberament (EPA) xinès va travessar el riu Jinsha el 6 o 7 d'octubre de 1950.Dues unitats de l'EPA van encerclar ràpidament les forces tibetanes i van capturar la ciutat fronterera de Chamdo el 19 d'octubre. Entre morts i ferits hi van haver uns 114 soldats de l'EPA i 180 tibetans. Un escrit del 1962, de Zhang Guohua va afirmar que «es van matar més de 5.700 homes enemics» i «més de 3.000» es van rendir pacíficament. Les hostilitats actives es limitaven a una zona fronterera al nord-est del riu Gyamo Ngul Chu i a l'est del meridià 96. Després de capturar Qamdo, el EPA va acabar amb les hostilitats, va enviar a Lhasa un comandant capturat, Ngabo, a reiterar els termes de la negociació, i va esperar que els representants tibetans responguessin a través dels delegats a Pequín.

## Negociacions i incorporacions posterior

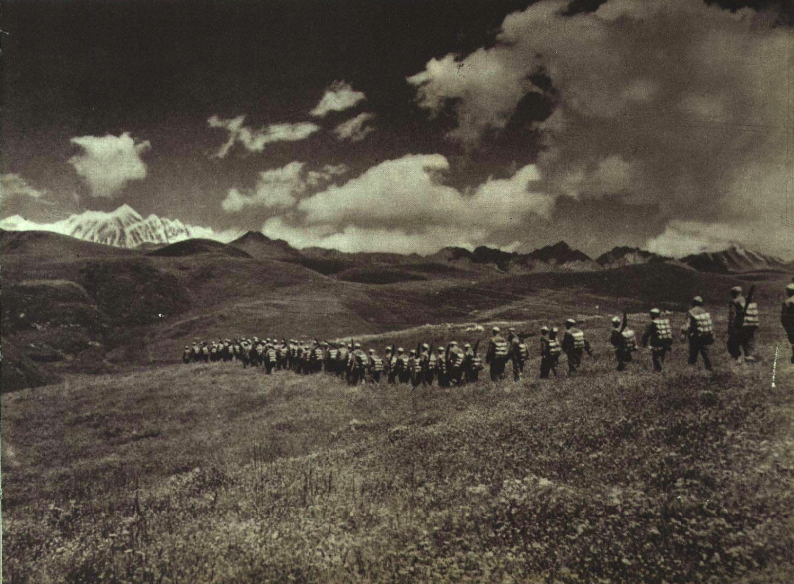
Soldats de l'EPA que van marxar cap al Tibet el 1950

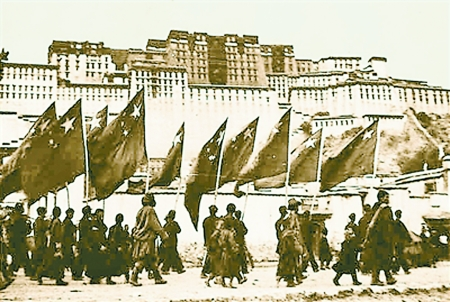
Exèrcit de l'EPA marxant a Lhasa a l'octubre de 1951

L'EPA va enviar presos alliberats (entre ells Ngapoi Ngawang Jigme, un governador capturat) a Lhasa per negociar amb el Dalai Lama en nom de l'EPA. Els emissaris xinesos prometien que si el Tibet era «alliberat pacíficament», les elits tibetanes podrien mantenir les seves posicions i poder. El Salvador va promoure una queixa del govern tibetà a l'ONU, però l'Índia i el Regne Unit van impedir que es debatés.
Els negociadors tibetans van ser enviats a Pequín i es van presentar amb un document ja acabat, conegut habitualment com a «Acord dels disset punts». La delegació xinesa no va oferir cap negociació; tot i que la RPX havia declarat que permetria al Tibet reformar-se al seu ritme i a la seva manera, mantenir els afers interns d'autogovern, i permetre la llibertat religiosa. També hauria d'acordar formar part de la Xina. Als negociadors tibetans no se’ls va permetre comunicar-se amb el seu govern sobre aquest punt clau, i van pressionar perquè signés l'acord el 23 de maig de 1951. Els negociadors no se’ls havia donat permís per signar res en nom del govern. Aquesta era la primera vegada en la història tibetana que el seu govern havia acceptat, tot i que sense voler, la posició de la Xina sobre la història compartida de les dues nacions. Els representants tibetans a Pequín i el govern de la RPX van signar el 17 de maig de 1951 l'Acord dels disset punts, que autoritzaven la presència de l'EPA i del Consell d'Estat de la República Popular Xina al Tibet Polític. Els termes de l'acord no s'havien aclarit amb el govern tibetà abans de signar-lo. El govern tibetà es dividí sobre si era millor acceptar el document per escrit o fugir a l'exili. El Dalai Lama, que en aquesta època havia pujat al tron, va optar per no fugir a l'exili i va acceptar formalment l'Acord dels disset punts a l'octubre de 1951. Segons fonts tibetanes, el 24 d'octubre, en nom del Dalai Lama, el general Zhang Jingwu va enviar un telegrama a Mao Zedong amb la confirmació del suport de l'Acord. Existeixen proves que Ngapoi Back Ngawang Jigme simplement va arribar a Zhang i va dir que la el govern tibetà va acordar enviar un telegrama el 24 d'octubre, en lloc de l'aprovació formal de Dalai Lama. Poc després, l'EPA va entrar a Lhasa. La posterior incorporació del Tibet és coneguda oficialment a la República Popular Xina com a «Alliberació pacífica del Tibet» (xinès tradicional: 和平解放西藏地方), tal com ha estat difós pels mitjans de comunicació de l'estat.

## Conseqüències

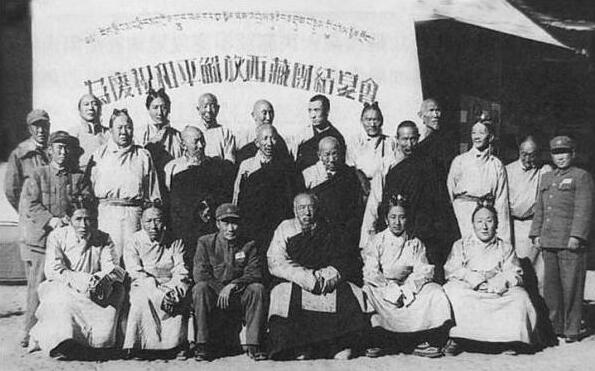
Funcionaris del govern tibetà i líders del PLA en un banquet celebrant l'«alliberació pacífica» del Tibet

Durant diversos anys el govern tibetà va romandre al seu lloc a les zones del Tibet on havia governat abans de l'esclat d'hostilitats. Excepció feta de la zona que envoltava Qamdo, que estava ocupada per l'EPA el 1950, i que va quedar sota l'autoritat del Comitè d'Alliberament de Qamdo, fora del control del Govern tibetà. Durant aquest temps, les àrees del govern tibetà van mantenir un gran grau d'autonomia per part del Govern central xinès, i se’ls va permetre, en general, mantenir la seva estructura social tradicional.
El 1956, milícies tibetanes a la regió ètnicament tibetana de l'est de Kham, a l'exterior de la Regió Autònoma del Tibet, van ser esperonades per forces governamentals de la reforma agrària xinesa promoguts per la RPX per lluitar contra el govern. Les milícies es van unir per formar la força de voluntaris de Chushi Gangdruk. Quan el combat es va estendre a la rebel·lió tibetana del 1959, el Dalai Lama va fugir del Tibet. Tant ell com el govern de RPX al Tibet després van rebutjar l'Acord de disset punts i el govern de RPX al Tibet va dissoldre el govern local tibetà.
El llegat d'aquesta acció continua dècades després. Jamling Tenzing Norgay, el fill de Tenzing Norgay, que va ser un dels dos primers individus de coronar el cim de l'Everest, va dir: «em vaig sentir afortunat d'haver nascut a la banda sud de l'Himàlaia, a recer de la invasió xinesa del Tibet».